# Meg Ryan
Margaret Mary Emily Anne Hyra (n. 19 noiembrie 1961, Fairfield, Connecticut, SUA), profesional cunoscută ca Meg Ryan, este o actriță americană ale cărei roluri principale în cinci comedii romantice din anii 1990 - Când Harry s-a-ntâlnit cu Sally..., Fără somn în Seattle, Sărutul francez (film), Orașul îngerilor și Aveți corespondență - au realizat peste 870 millioane $ în lumea întreagă.

## Anii de început
Ryan s-a născut în Fairfield, Connecticut, fiind fiica d-nei Susan Hyra Jordan (născută Ryan), o fostă actriță, regizor de distribuție și profesoară de engleză și a lui Harry Hyra, profesor de  matematică. Ea are două surori, Dana și Annie, și un frate, muzicianul Andrew Hyra, de la Billy Pilgrim.
Ryan a fost crescută în religia Romano Catolică și a absolvit Școala Primară Saint Pius X, din Fairfield, în care mama ei preda la clasa a șasea. Acolo, Ryan a primit confirmarea în cadrul bisericii Catolice, alegându-și numele "Anne", ca nume de confirmare. Mama ei apăruse într-o reclamă de televiziune și mai târziu a muncit pentru scurt timp ca asistent regizor de distribuție în New York. Ea a susținut-o și a încurajat-o pe fiica ei să studieze actoria.
Ryan a absolvit Liceul Bethel în 1979. Ea a studiat apoi jurnalismul la Universitatea din Connecticut și apoi la Universitatea din New York, în timp ce a făcut reclame de televiziune pentru a câștiga mai mulți bani. Succesul ei ca actriță a făcut-o să renunțe la colegiu, cu un semestru înainte de a absolvi.

## Începutul carierei
La vârsta de 18 ani, cu ajutorul cunoștințelor mamei sale, Ryan a fost angajată pentru o reclamă de televiziune, făcând ridicări a bărbiei și chicotind pentru a promova deodorantul "Tickle".
După un rol în Bogat și faimos, Ryan a jucat rolul "Betsy Stewart" în the Serialul Cum se învârte lumea, din 1982 până în 1984; ea a apărut și în serialul serial romantic. Au urmat mai multe roluri mai mici în filme de televiziune, inclusiv  Amityville 3-D și Pământul promis; pentru rolul acesta, ea a primit prima ei nominalizare la Premiul Independent Spirit.
În 1986, ea a jucat rolul "Carole Bradshaw," (soția aviatorului de marină "Nick 'Goose' Bradshaw", jucat de Anthony Edwards) în Top Gun și a apărut în mai multe scene. Ryan a jucat rolul "Lydia Maxwell" în filmul Spațiu interior, în care a jucat și fostul ei soț, Dennis Quaid. Apoi, Ryan a apărut în filmul de gen noir, refăcut (D.O.A.) și în filmul de acțiune (Garnizoana).

## Filme de succes
Primul ei rol major ca protagonist a fost în comedia romantică Când Harry a întâlnit-o pe Sally... (1989), în care a jucat alături de actorul de comedie Billy Crystal. Modul în care a interpretat ea rolul Sally Albright i-a adus o nominalizare la premiul Golden Globe, fiind memorabil modul în care ea a descris teatral un orgasm prefăcut în localul Katz's Delicatessen din Manhattan.
Apoi, Ryan a jucat în Ușile și în Preludiul unui sărut. Ambele filme au avut un succes moderat. În anul 1993 a avut loc premiera comediei romantice cu succes uriaș Fără somn în Seattle, în care a jucat alături de actorul Tom Hanks pentru a doua oară. (Prima oară a fost în Joe contra vulcanului, care a avut mulți fani, fiind un "însoțitor de cult", însă a fost o dezamăgire comercială și pentru critici.)

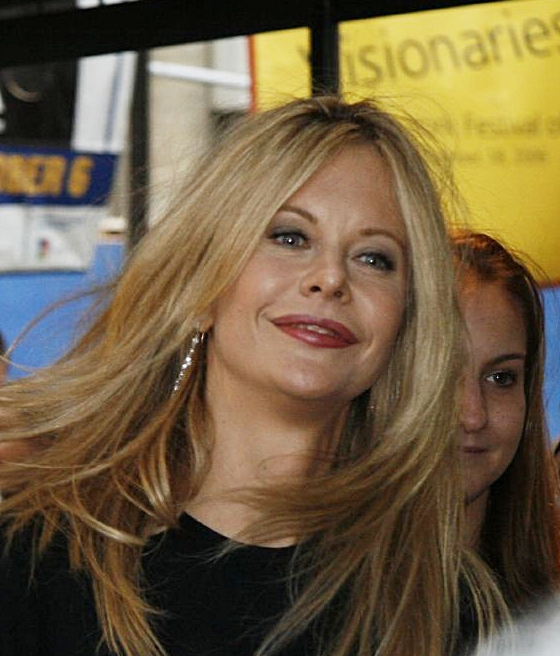
Meg Ryan in 2006.

Ea a încercat de mai multe ori să scape de stereotipul unei ingenue din comediile romantice și a primit aplauze din partea criticii pentru rolul ei din Când un bărbat iubește o femeie (film), în care a jucat rolul unei femei care suferă de alcoolism și în Curaj sub bătaia gloanțelor, în care a jucat rolul unui căpitan din Războiul din Golf. Ambele filme au avut mult succes de casă. Multe dintre filmele ei din anii 1990 au fost succese mari nu numai în America de Nord, dar și în străinătate. În 1994, Ryan a câștigat premiul pentru studenți de la Harvard numit Hasty Pudding Femeia anului. În același an, People Magazine a numit-o una dintre "cele mai frumoase 50 de femei din lume." În 1995, criticul Richard Corliss a numit-o "sufletul comediei romantice în prezent." În același an, ea a apărut alături de Kevin Kline în filmul lui Lawrence Kasdan Sărutul frencez, o comedie  romantică datorită căreia a fost declarată iubita Americii. Filmul a adus câștiguri de peste 100 de milioane $.
În 1997, Ryan a fost vocea personajului principal din filmul animat Anastasia, care a strâns recenzii bune și s-a bucurat de mult succes la casa de bilete. În 1998, Ryan a jucat în două filme. Primul, Orașul îngerilor, a avut recenzii negative, dar a devenit un succes financiar, câștigând aproape 200 milioane $ în lumea întreagă. Aveți corespondență, în care a jucat iarăși alături de Tom Hanks, i-a adus cea de-a treia nominalizare la premiul Golden Globe și a câștigat peste 250 milioane $ în lumea întreagă.
În 2000, Ryan a jucat în melodrama de acțiune Dovadă de viață, alături de Russell Crowe. Deși filmul a fost un eșec comercial însemnat, plata primită de ea, în valoare de 15 milioane $  au clasat-o printre cele mai bine plătite actrițe de la Hollywood.
În același an, Ryan a jucat alături de Diane Keaton în comedia Hanging Up, care a primit recenzii slabe, dar a adus câștiguri de peste 51 milioane $. Un an mai târziu, se reîntoarce încă o dată la filmele care-i vin ca o mănușă, comediile romantice, cu rolul din Kate & Leopold. În 2003, iese din sfera rolurilor caracteristice, fiind distribuită în thriller-ul erotic In the Cut al producătoarei și regizoarei Jane Campion's.  Dificila decizie de a apărea nud pentru prima dată în cariera ei, într-o scena grafică de dragoste oarecum de lungă durată, i-a adus o atenție deosebită din partea media, filmul primind critici nefavorabile și abia atingând încasări de numai 23 milioane $. În octombrie 2003, aflându-se în UK pentru a promova filmul In the Cut, controversatul interviu acordat lui Michael Parkinson în show-ul acestuia, i-a adus publicitate nefavorabilă în presa britanică.
Ryan was quickly mentioned in Adam Sandler's 1995 movie Billy Madison. In the scene comedian Norm MacDonald asks Sandler "Who would you rather bone? Jack Nicholson or Meg Ryan?" Sandler says "Jack Nicholson now or Jack Nicholson 20 years ago?" MacDonald says "Old" Sandler then says "Meg Ryan".

## Proiecte recente

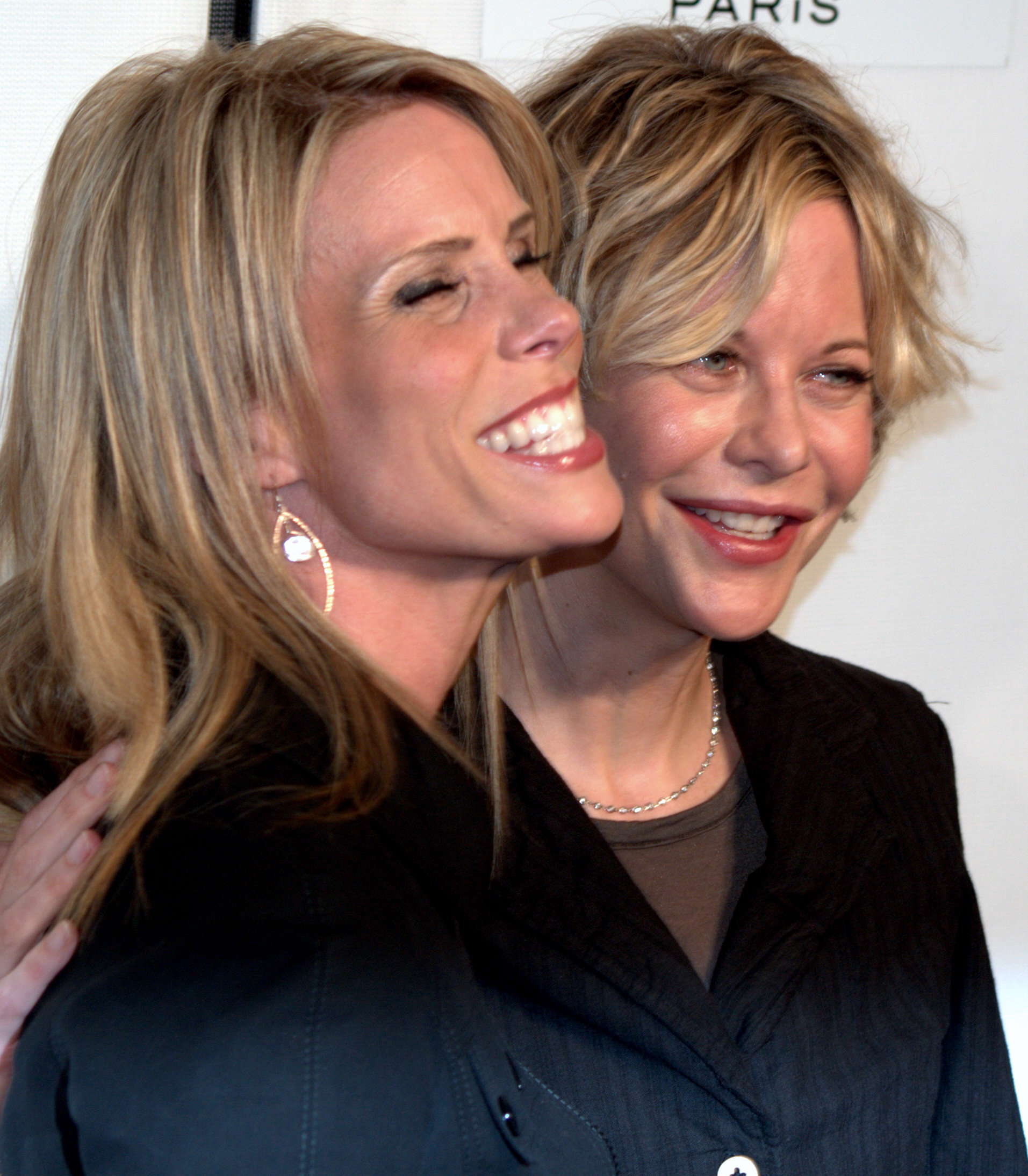
Cheryl Hines and Ryan at the 2009 premiere of Serious Moonlight.

Ryan's most recent project, George Gallo's My Mom's New Boyfriend (originally titled Homeland Security, and released in Australia and New Zealand as My Spy), was shot in the fall of 2006, in Shreveport, Louisiana, and was released in 2008. The romantic comedy stars Ryan opposite Antonio Banderas. Ryan was joined by former co-star Tom Hanks's son, Colin, who plays her son in the film. In 2007 she played the role of Sarah Hardwicke in In the Land of Women, co-starring Adam Brody and Kristen Stewart.
Ryan's next project was a remake of the 1939 film, The Women, and began filming in New York City, in August 2007. The $18 million remake of the George Cukor classic was directed by Murphy Brown creator Diane English and produced by the Rolling Stones' Mick Jagger; it was released in 2008. Ryan played the central character, Mary Haines, a wealthy woman who is one of the last to find out that her husband is cheating on her with a shop girl. The leading role was originally made famous by actress Norma Shearer. Annette Bening, Eva Mendes, Debra Messing and Candice Bergen also starred in the remake.
Ryan also appeared in  The Deal, which premiered at the 2008 Sundance Film Festival. The film was never distributed but is scheduled for DVD release on 20 ianuarie 2009.
Her most recent film project is the upcoming comedy Serious Moonlight which premiered at the Tribeca Film Festival in April 2009.
In June 2009, it was reported that Ryan will guest star on the seventh season of Curb Your Enthusiasm.

## Căsătoria și copiii
Ryan married actor Dennis Quaid on Valentine's Day 1991, after starring in two films with him. Ryan agreed to marry him only after he kicked his cocaine addiction. Quaid and Ryan had one child together, Jack Henry, born on 24 aprilie 1992. The couple separated in 2000, their divorce became final on 16 iulie 2001. In September 2008, Ryan revealed Quaid had been unfaithful to her for a long time while they were married.
Meg Ryan had a relationship with actor Russell Crowe for a few months in 2000 before divorcing her husband; however, the relationship did not last.
In January 2006, Ryan adopted a 14-month-old girl from China named Daisy True.

## Implicarea în politică
Ryan has supported the U.S. Democratic Party, especially its environmental protection programs and initiatives. In 2003, she supported Wesley Clark's campaign for U.S. president. She supported John Kerry during the 2004 presidential elections.

## Filmografie
| Film | Film                     | Film                                         | Film |
| Year | Film                     | Role                                         | Notes |
| ---- | ------------------------ | -------------------------------------------- | --- |
| 1981 | Rich and Famous          | Debby Blake, 18 years                        | George Cukor film |
| 1983 | Amityville 3-D           | Lisa                                         | Richard Fleischer film |
| 1986 | Top Gun                  | Carol Bradshaw                               | Tony Scott film |
| 1986 | Armed and Dangerous      | Maggie Cavanaugh                             | |
| 1987 | Promised Land            | Beverly 'Bev' Sykes                          | First film to be commissioned by the Sundance Film Festival                                                                                              |
| 1987 | Innerspace               | Lydia Maxwell                                | |
| 1988 | D.O.A.                   | Sydney Fuller                                | |
| 1988 | The Presidio             | Donna Caldwell                               | Peter Hyams film |
| 1989 | When Harry Met Sally...  | Sally Albright                               | |
| 1990 | Joe Versus the Volcano   | DeDe/Angelica Graynamore/Patricia Graynamore | John Patrick Shanley film |
| 1991 | The Doors                | Pamela Courson                               | Oliver Stone film |
| 1992 | Prelude to a Kiss        | Rita Boyle                                   | Norman René film |
| 1993 | Sleepless in Seattle     | Annie Reed                                   | Nomination for Best Actress - Musical or Comedy at the 51st Golden Globe Awards                                                                          |
| 1993 | Flesh and Bone           | Kay Davies                                   | Steve Kloves film |
| 1994 | When a Man Loves a Woman | Alice Green                                  | 1994 Screen Actors Guild Award nomination for Screen Actors Guild Award for Outstanding Performance by a Female Actor in a Leading Role - Motion Picture |
| 1994 | I.Q.                     | Catherine Boyd                               | Fred Schepisi film |
| 1995 | French Kiss              | Kate                                         | Lawrence Kasdan film |
| 1995 | Restoration              | Katharine                                    | |
| 1996 | Courage Under Fire       | CPT Karen Emma Walden                        | Edward Zwick film |
| 1997 | Addicted to Love         | Maggie                                       | Griffin Dunne film |
| 1997 | Anastasia                | Anastasia (voice)                            | |
| 1998 | City of Angels           | Dr. Maggie Rice                              | |
| 1998 | Hurlyburly               | Bonnie                                       | Play adaptation |
| 1998 | You've Got Mail          | Kathleen Kelly                               | Nora Ephron film |
| 2000 | Hanging Up               | Eve Mozell Marks                             | Diane Keaton film |
| 2000 | Proof of Life            | Alice Bowman                                 | Taylor Hackford film |
| 2001 | Kate & Leopold           | Kate McKay                                   | |
| 2003 | In the Cut               | Frannie                                      | Jane Campion film |
| 2004 | Against the Ropes        | Jackie Kallen                                | |
| 2007 | In the Land of Women     | Sarah Hardwicke                              | Jon Kasdan film |
| 2008 | The Deal                 | Deidre Heam                                  | Steven Schachter film |
| 2008 | My Mom's New Boyfriend   | Martha Durand                                | Limited international release |
| 2008 | The Women                | Mary Haines                                  | Diane English film. |
| 2009 | Serious Moonlight        | Louise                                       | Cheryl Hines film. Awaiting release. |

| Television | Television                        | Television                           | Television                         |
| Year       | Title                             | Role                                 | Notes                              |
| ---------- | --------------------------------- | ------------------------------------ | ---------------------------------- |
| 1982       | As the World Turns                | Betsy Stewart Montgomery Andropoulos | 1 episode                          |
| 1982       | ABC Afterschool Special           | Denise                               | Episode 'Amy and the Angel'        |
| 1982       | One of the Boys                   | Jane                                 | Series cancelled after 13 episodes |
| 1984-85    | Charles in Charge                 | Meagan Parker                        | 2 episodes                         |
| 1990-91    | Captain Planet and the Planeteers | Dr. Blight (voice)                   | Cast member                        |
| 2007       | The Simpsons                      | Dr. Swanson                          | 1 episode 'Yokel Chords'           |
| 2009       | Curb Your Enthusiasm              | TBA                                  | Season 7                           |

| Documentary | Documentary                | Documentary | Documentary                          |
| Year        | Film                       | Role        | Notes                                |
| ----------- | -------------------------- | ----------- | ------------------------------------ |
| 1994        | A Century of Cinema        | Herself     | Documentary with film personalities. |
| 2002        | Searching for Debra Winger | Herself     | Rosanna Arquette film                |